# Schlacht von Teruel
Gijón –
Oviedo –
Alcázar von Toledo –
Mérida –
Badajoz –
Guipúzcoa –
Mallorca –
Sierra Guadalupe –
Talavera de la Reina –
Madrid –
Straße nach Coruña –
Málaga –
Jarama –
Guadalajara –
Krieg im Norden (Durango, Guernica, Santander) –
Brunete –
Belchite –
Teruel –
Cabo de Palos –
Aragon –
Ebro –
Katalonien
Die Schlacht von Teruel fand vom 15. Dezember 1937 bis zum 27. Februar 1938 während des Spanischen Bürgerkriegs statt. Die Eroberung von Teruel durch Francos Truppen brachte der republikanischen Armee einen Verlust an Menschen und Material, der nicht mehr zu ersetzen war.

## Vorgeschichte

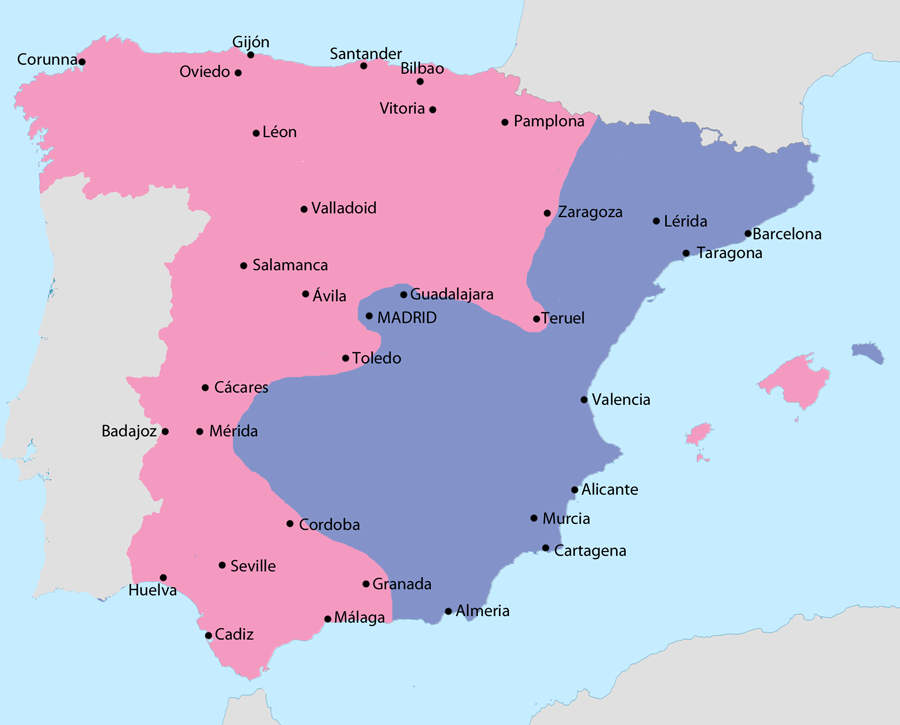
Kriegslage im Oktober 1937:
Gebiete unter Kontrolle der Republikaner
Gebiete unter Kontrolle der Nationalisten

Der Entschluss der republikanischen Generalität, Teruel zu erobern, war von mehreren strategischen Überlegungen geleitet. Teruel war ein wichtiges Symbol nationalistischer Macht in Aragon und von drei Seiten durch die republikanischen Truppen eingeschlossen. Der sich daraus ergebende Frontabschnitt ragte tief in das republikanische Gebiet hinein. Die Eroberung des Gebiets würde somit die Front verkürzen, die Kommunikation zwischen Zentralspanien und dem Regierungssitz in Valencia erleichtern und den Einfluss der Republik auf den Norden Spaniens stabilisieren. Davon ausgehend, dass Teruel nicht stark verteidigt werde und dass man durch einen Angriff die Initiative an der Front wieder zurückgewinnen könnte, beabsichtigte der republikanische Kriegsminister Prieto, durch einen spektakulären Sieg die Fortschritte der unter ihm neu organisierten Armee zu demonstrieren. Premierminister Juan Negrín sah in der Eroberung Teruels die Möglichkeit den Einfluss der Regierung auf die katalanischen Industrieanlagen und deren Produktion zu stärken. Zudem hatte der republikanische Geheimdienst berichtet, dass Franco für den 18. Februar in der Nähe von Guadalajara eine Großoffensive auf Madrid plane. Man beabsichtigte, mit einem Angriff auf Teruel Franco von Madrid abzulenken.
Die republikanische Armee stand unter dem Kommando von Juan Hernández Saravia. Enrique Líster war ein weiterer bekannter republikanischer General, der an dieser Schlacht teilnahm. Die Operation sollte ausschließlich von spanischen Truppen ohne Hinzuziehung Internationaler Brigaden durchgeführt werden. Der Angriff oblag demnach drei Korps der republikanischen Ostarmee mit insgesamt ca. 100.000 Soldaten, die auf die Stadt von Norden, Süden und Osten zumarschierten. Der nationalistische Kommandant der Garnison Teruel, Oberst Domingo Rey d’Harcourt, hatte demgegenüber vermutlich nur 4.000, höchstens aber 10.000 Männer zur Verfügung.

## Schlachtverlauf

### 15. Dezember bis 28. Dezember

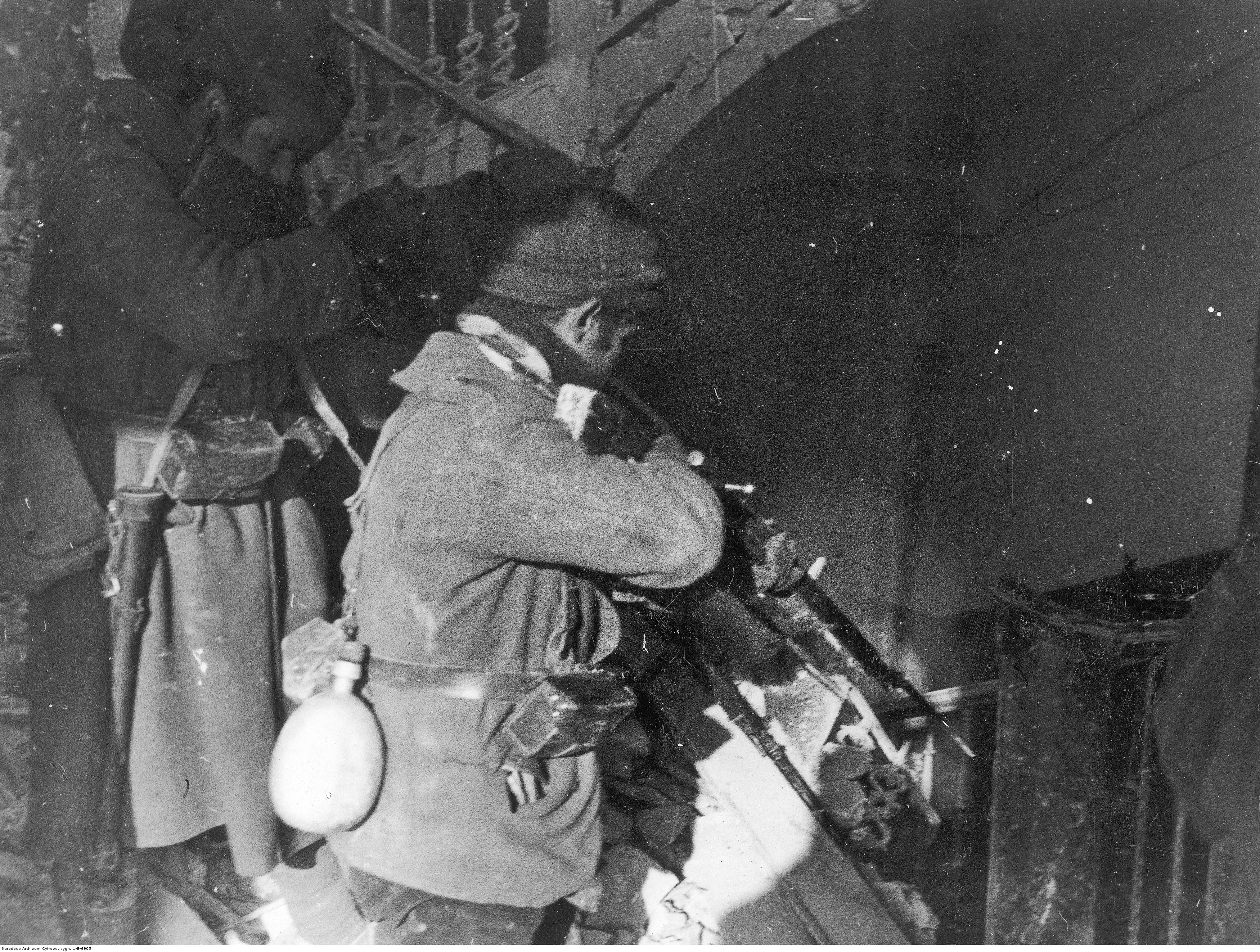
Republikanische Soldaten im Häuserkampf in Teruel, Dezember 1937

Ohne vorhergehendes Bombardement begann Lister mit seiner Division am 15. Dezember 1937 den Angriff auf Teruel von Norden. Bereits am späten Nachmittag desselben Tages war Teruel von republikanischen Streitkräften eingeschlossen, woraufhin sich das Gros der Verteidiger unter Rey d’Harcourt in die Garnison der Stadt zurückzog. Am 17. Dezember folgten ihnen auch die verbliebenen nationalistischen Kontingente aus der Muela de Teruel („Teruels Backenzahn“) nach, einer Hügelkette westlich der Stadt, der eine strategische Schlüsselstellung zukam. Am 21. Dezember waren erste republikanische Truppen, begleitet u. a. vom damaligen Kriegsreporter Ernest Hemingway, in die Stadt einmarschiert. Auf Grund der Lage in Teruel verschob Franco nun den für den 23. Dezember geplanten Angriff auf Madrid.
Am 24. Dezember waren die nationalistischen Verteidiger in einer kleinen Zone zwischen dem Regierungsgebäude, der Bank von Spanien, dem Konvent von Santa Clara und dem Seminar eingeschlossen. Das republikanische Radio Barcelona meldete bereits, dass die Stadt gefallen sei, aber Rey d’Harcourt hielt mit verbliebenen 4000 Männern weiter aus. Es wurde um jedes einzelne Haus gekämpft.

### 29. Dezember bis 16. Januar
Am 29. Dezember kamen nationalistische Truppen unter dem Oberbefehl der Generäle Antonio Aranda und José Enrique Varela den Eingeschlossenen zu Hilfe und leiteten einen Gegenangriff ein. Die Legion Condor flog Luftunterstützung. Unter Aufbietung aller Kräfte gelang es den nationalistischen Truppen am Neujahrstag, die Muela einzunehmen und in die Stadt vorzustoßen. Die zurückeroberten Stellungen konnten jedoch nicht gehalten werden, wobei ein Schneesturm mit Temperaturen um minus 18 Grad die Lage verschlimmerte. Viele Soldaten hatten Erfrierungen und es kam zu zahlreichen Amputationen.
Franco schickte erneut Männer und Material. Dennoch nahmen republikanische Truppen am 3. Januar den Konvent und das Regierungsgebäude ein. Bei den Häuserkämpfen standen sich beide Seiten teilweise auf verschiedenen Stockwerken der Gebäude gegenüber und feuerten durch Löcher in Decken und Böden aufeinander. Den Verteidigern gingen jedoch bald die Vorräte an Nahrungsmitteln, Trinkwasser und Medikamenten zur Neige, und am 8. Januar kapitulierte Rey d’Harcourt in Begleitung des Bischofs von Teruel. Beide wurden daraufhin inhaftiert und noch kurz vor Ende des Bürgerkriegs zusammen mit weiteren Gefangenen erschossen.

### 17. Januar bis 7. Februar
Die Zivilbevölkerung war nach dem Fall Teruels evakuiert worden. Am 17. Januar 1938 unternahm die 100.000 Mann starke nationalistische Nordarmee unter General Fidel Dávila eine Gegenoffensive und griff die zwischenzeitlich siegreichen Republikaner erneut an. Die republikanische Führung, nun in der Defensive, gab ihren ursprünglichen Vorbehalt gegen den Einsatz nichtspanischer Truppen auf, sodass sich ab dem 19. Januar an den folgenden Kämpfen auch Internationale Brigaden beteiligten.
Die Offensive der Nationalisten kam langsam, aber stetig voran, und es gelang ihnen, die Muela ein weiteres Mal einzunehmen. Zwischen dem 25. und dem 27. Januar starteten die Republikaner heftige Gegenangriffe, die ihnen jedoch keine nennenswerten Gebietsgewinne einbrachten. Für diese Offensive hatte der republikanische Generalstab nördlich von Teruel die meisten seiner Truppen abgezogen. Am 7. Februar griffen die nationalistischen Truppen massiv genau dort an und brachen mit Hilfe einer der letzten Kavallerieattacken der Militärgeschichte den Widerstand der Republikaner.

### 8. Februar bis 22. Februar

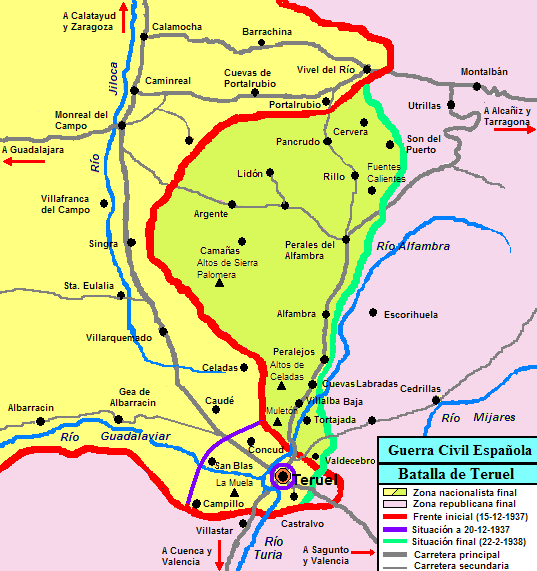
Das Kampfgebiet mit Straßen- (grau) und Flussverläufen (blau) sowie die Frontlinie zu Beginn (rot), im Verlauf (violett) und am Ende (grün) der Schlacht von Teruel

Ab dem 17. Februar fanden erneut Kämpfe um Teruel statt. General Aranda und Oberst Juan Yagüe umfassten die Stadt von Süden und Norden her, ähnlich wie dies die republikanischen Truppen bereits im Dezember getan hatten. Bevor Teruel vollständig eingekesselt war, gab Saravia am 20. Februar den republikanischen Truppen den Befehl zum Rückzug. Der größte Teil der Armee konnte so entkommen, ca. 14.500 Soldaten waren jedoch noch in der Stadt eingeschlossen, als Teruel am 22. Februar schließlich in die Hände von Francos Truppen fiel.

### Legion Condor
Die deutsche Legion verlegte ihr Hauptquartier unmittelbar nach dem Beginn der republikanischen Offensive zunächst von Almazán nach Calamocha und zwei Wochen später näher an Teruel heran nach Bronchales. Die fliegenden Verbände operierten von den Flugplätzen Alfaro, Calamocha, Gallur und den beiden Plätzen bei Saragossa, Sanjurjo und Valenzuela. Obwohl die Flugzeuge aufgrund der extremen meteorologischen Bedingungen jenes Winters, dessen tiefste Temperaturen bis zu minus 20 °Celsius betrugen, zeitweise nicht eingesetzt werden konnten, leistete die Legion Condor bei der Schlacht von Teruel einen erheblichen Beitrag zum Sieg der Truppen Francos.

## Verluste und Folgen der Schlacht
Allein die wenigen Wochen der Schlacht von Teruel, an denen insgesamt mehr als 200.000 Menschen teilnahmen, forderten etliche zehntausend Todesopfer und Verletzte auf beiden Seiten. Die Niederlage der republikanischen Truppen jedoch war vollständig. Die unmittelbar aus den Kämpfen um Teruel resultierenden Gebietsverluste in Aragon überstiegen sogar die zuvor im Erfolgsfall erwartbaren Gebietszugewinne. Neben tausenden, die in Gefangenschaft gehen mussten, hatten die Nationalisten auch viele Tonnen wertvolles Material, Munition und Kriegsgerät erbeutet. Die durch die verlorene Schlacht von Teruel derart geschwächte republikanische Armee setzte der bereits am 7. März 1938 begonnenen nationalistischen Aragonoffensive so nur geringen Widerstand entgegen. In der Folge erreichten Francos Truppen Mitte April 1938 bei Vinaroz die castellónische Küste, was die verbliebene Republik in zwei Hälften teilte.